# Josep Riera i Font
Josep Riera i Font, també anomenat amb el diminutiu Pep Riera, (Osor, Selva, 1963) és un periodista esportiu, filòleg i polític català. Vinculat al diari El Punt i escriptor de diversos articles d'opinió a diferents diaris com Nació Digital. Director del diari L'Esportiu durant el 2003 fins al 2012. Autor de diversos llibres relacionats amb l'esport com Van Barça. El FCB i Holanda, més que una relació (2007) escrit junt amb Miquel Roca i guanyador del premi a la millor obra literària esportiva del 2007 atorgat per la Generalitat de Catalunya i Escoltant Guardiola (2010). En les eleccions del 21 de desembre del 2017 al Parlament de Catalunya fou escollit diputat de Junts per Catalunya per a Barcelona en la XII legislatura, ja que ocupava el tretzè lloc d'aquesta candidatura.